# 马拉萨穆德拉姆
马拉萨穆德拉姆（Mallasamudram），是印度泰米尔纳德邦Namakkal县的一个城镇。总人口17125（2001年）。

## 人口
该地2001年总人口17125人，其中男性8669人，女性8456人；0—6岁人口1653人，其中男868人，女785人；识字率61.68%，其中男性为69.73%，女性为53.43%。